# Бета-3 адренорецептор
B3-адренергический рецептор (β3-AR, ADRB3) — один из подтипов адренорецепторов, является важным компонентом симпатической нервной системы, который в первую очередь опосредует липолиз (разрушение жировых клеток, адипоцитов) и терморегуляцию. Нарушение функции гена ADRB3 характерно для развития таких заболеваний, как гипертоническая болезнь, сахарный диабет, ожирение и так далее.